# اوبروتمارسهاوزن
اوبروتمارسهاوزن (به آلمانی: Oberottmarshausen) یک شهر در آلمان است که در آوگسبورگ واقع شده‌است.